# Мундильо

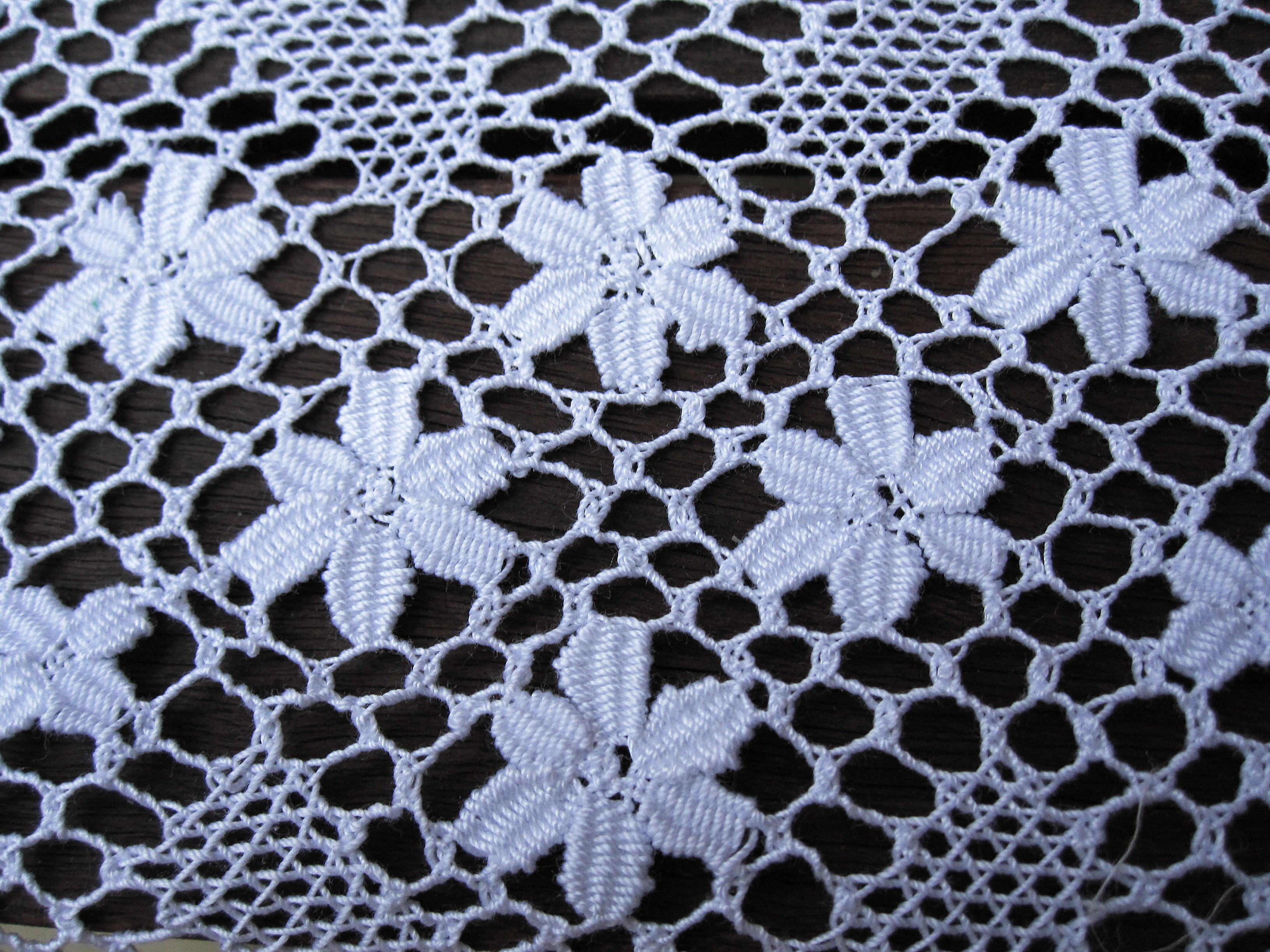
Мундильо де Мока

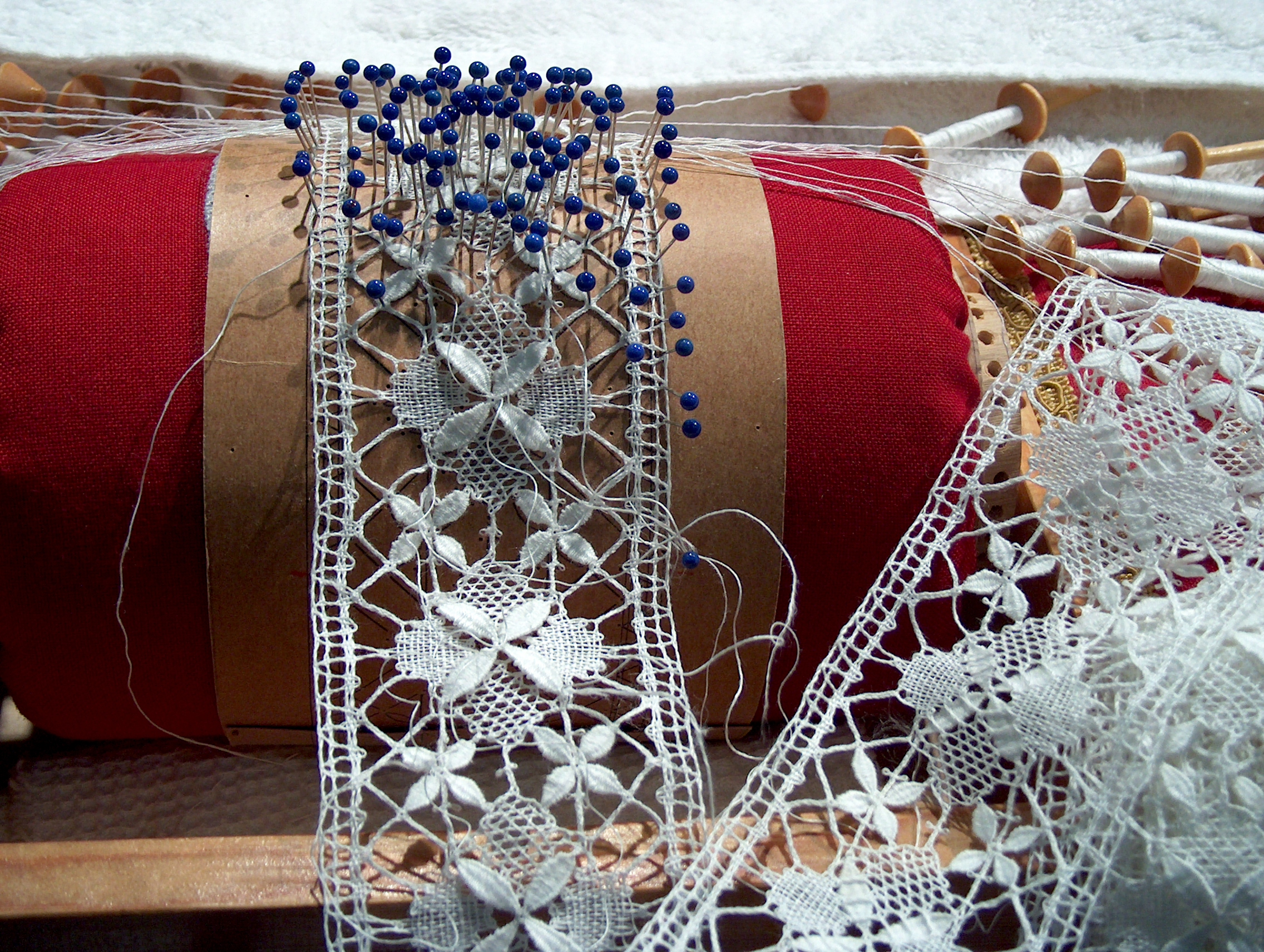
Мундилло (кружево на коклюшках)

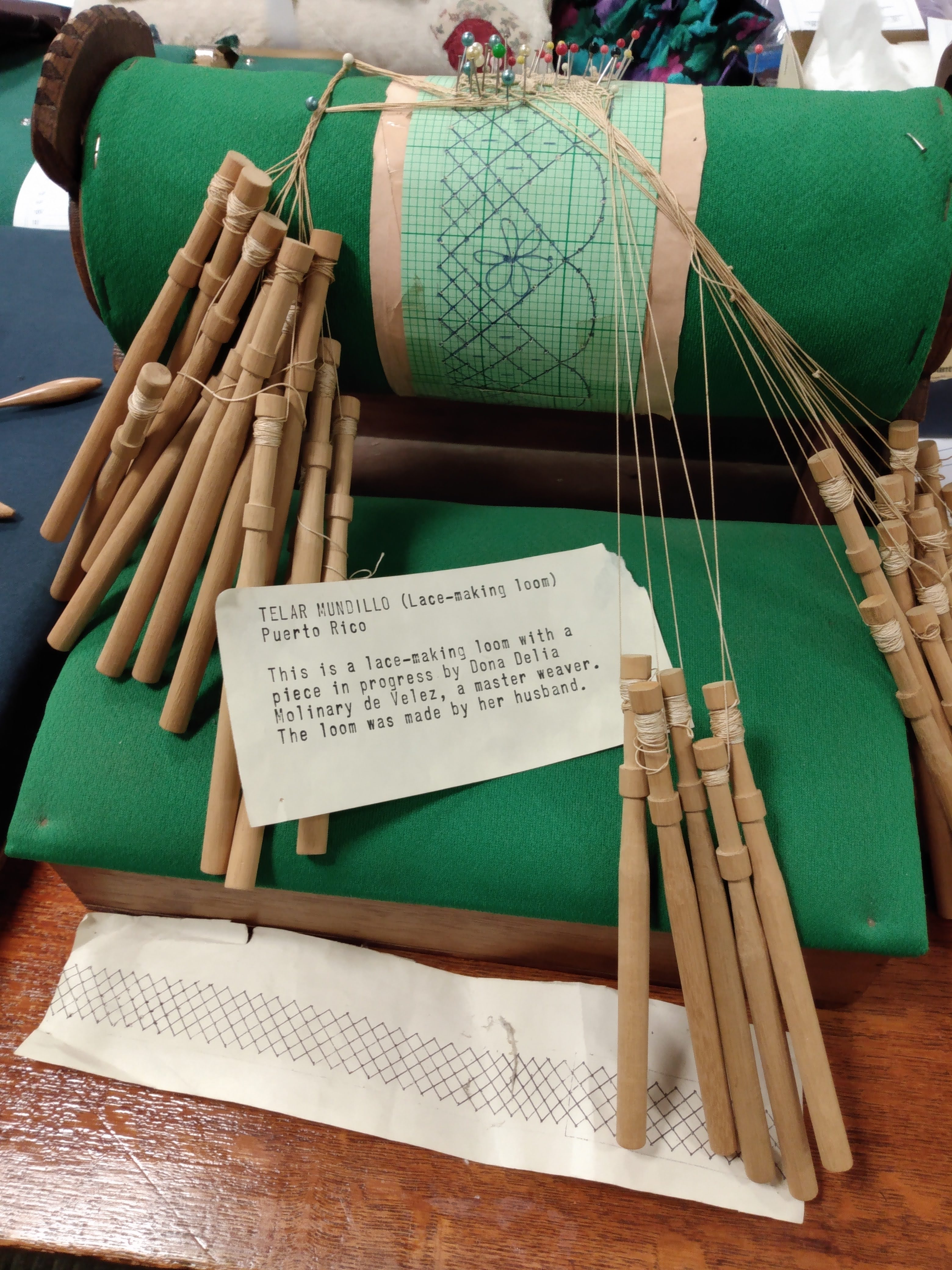
Кружевная роликовая подушка Mundillo bobbin и коклюшки с прокалыванием, из Пуэрто-Рико.

Мундильо (исп. mundillo) — это ручное плетение коклюшечного кружева, распространенное в Пуэрто-Рико и Панаме.

## Этимология
Термин «мундилло» означает «маленький мир», имея в виду цилиндрическую подушку, на которой кружевница («Мундиллиста») плетет замысловатые узоры.
В Испании кружево называется encaje, потому что оно обрабатывалось отдельно, а затем соединялось с материалом (испанское слово, означающее «соединение», — encajar).

## Изготовление
Декоративное кружево создается при помощи деревянных коклюшками диаметром с карандаш, на которые намотана нить, которая скручена и перекрещена, образуя узор . В зависимости от рисунка может использоваться от двух десятков до нескольких сотен коклюшек.

## Использование
Помимо использования в качестве окантовки скатертей и носовых платков, а кружево также применяется для традиционных воротников и отделки рубашек, мундилло также используется для украшения одежды для особых случаев, таких как свадебные платья, крестильные платья.
Кружево применяется для украшения икон.
Существует миф, что когда-то влюбленные обменивали кружева мундилло на романтические надписи.

## История
Коклюшечное кружево было привезено в Пуэрто-Рико из Испании, где оно процветало на основных коммерческих рынках, а также в кустарном производстве в Галисии, Кастилии и Каталонии .

## Современность
В Мока, широко известном как столица или колыбель Мундильо, проводится ежегодный фестиваль, посвященный кружеву ручной работы, а также работает музей El Museo Del Mundillo.
Мундильо отмечается и фигурирует на фестивалях по всему острову.
В 2018 году в Моровисе был организован семинар с комплектами для обучения новичков мундилло.
В 2021 году 95-летняя мастерица «мундильера» Нелли Вера Санчес была награждена премией Национального фонда искусств в знак признания ее вклада в сохранении этого традиционного ремесла.